# Forcipomyia rioplatensis
Forcipomyia rioplatensis är en tvåvingeart som beskrevs av Pasquale Marino och Gustavo R. Spinelli 2002. Forcipomyia rioplatensis ingår i släktet Forcipomyia och familjen svidknott.
Artens utbredningsområde är Uruguay. Inga underarter finns listade i Catalogue of Life.